# Gelbkehlfledermaus

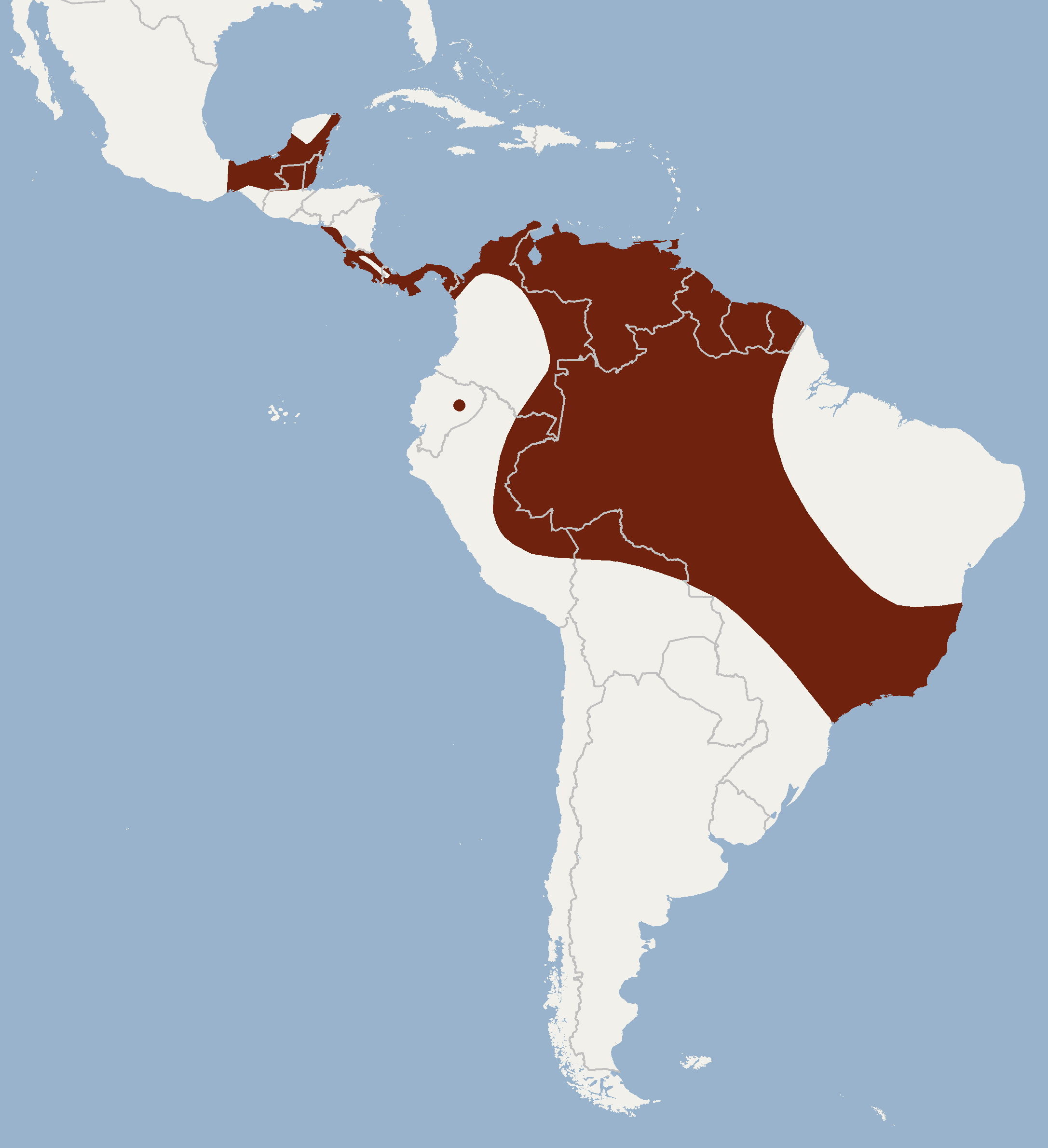
Skizze des Verbreitungsgebiets mit einigen Abweichungen zur Beschreibung der IUCN (Siehe Text)

Die Gelbkehlfledermaus (Lampronycteris brachyotis) ist ein in Mittel- und Südamerika verbreitetes Fledertier in der Familie der Blattnasen und die einzige Art der Gattung Lampronycteris. Dieses Tier zählte bis zum Jahr 2000 zur Gattung Micronycteris. Der Artzusatz im wissenschaftlichen Namen weist auf die recht kleinen Ohren hin.

## Merkmale
Im Gegensatz zu den verbleibenden Arten in der Gattung Micronycteris hat die Gelbkehlfledermaus keinen Hautstreifen auf der Stirn, der die Ohren verbindet und der vierte Zahn nach dem Eckzahn im Oberkiefer ist gerade und schmal. Abweichend zu den Vertretern der Gattungen Glyphonycteris, Neonycteris und Trinycteris ist der fünfte Mittelhandknochen der kürzeste. Mit einer Gesamtlänge von 57 bis 75 mm, inklusive eines 7 bis 14 mm langen Schwanzes und mit einem Gewicht von 9 bis 15 g erreicht die Art etwa dieselbe Größe, wie nahe verwandte Fledermäuse. Es sind 39 bis 43 mm lange Unterarme, Hinterfüße von 10 bis 18 mm Länge und 12 bis 19 mm lange Ohren vorhanden. Die Ohren sind spitzer als bei der Gattung Micronycteris und die oberen Schneidezähne ähneln einer Sichel im Aussehen. Das Gebiss mit 34 Zähnen ist nach der Zahnformel I 2/2, C 1/1, P 2/3, M 3/3 gestaltet. Wie aus dem Namen erkennbar, ist die Art durch eine gelbe Kehle gekennzeichnet. Oberseits kommt schwarzbraunes, olivbraunes oder zimtfarbenes Fell vor, das bei Museumsexemplaren ausbleicht. Die langen, borstigen und gelben Haare auf der Kehle werden an den Halsseiten weicher. Bei Individuen mit heller Grundfarbe, kann die Kehle auch orangerot sein. Gelegentlich erreicht die gelbe oder orange Färbung den hellbraunen Bauch. Das schmale und etwa 3 mm lange Nasenblatt hat einen skalpellförmigen Aufsatz. An der Unterlippe bilden Kerben ein Y-förmiges Muster. Die Gelbkehlfledermaus hat einen Fersensporn (Calcar) der in der Länge dem Fuß entspricht. Die Schwanzflughaut trägt im köpernahen Bereich wenige Haare. Der diploide Chromosomensatz besteht aus 32 Chromosomen (2n=32).

## Verbreitung
Die Gelbkehlfledermaus hat mehrere disjunkte Populationen. Davon lebt die nördlichste im Süden Mexikos sowie in Guatemala, eine weitere vom Westen Nicaraguas bis etwa zum Panamakanal und die dritte vom östlichen Kolumbien und östlichen Peru über Venezuela und die Region Guyanas bis ins zentrale Amazonasbecken in Brasilien. Ein Einzelfund stammt aus Ecuador. Die Exemplare halten sich im Flach- und Hügelland bis 700 Meter Höhe auf. Diese Fledermaus bewohnt immergrüne und laubabwerfende Wälder sowie Galeriewälder und besucht Kulturlandschaften.

## Lebensweise
Die nachtaktive Gelbkehlfledermaus ruht in Höhlen, Baumhöhlen, alten Bergwerken und wenig genutzten Gebäuden. Im Versteck ruhen nur wenige Exemplare zusammen und öfter wird ein Männchen mit mehreren Weibchen angetroffen. In wenigen Fällen hat eine Kolonie etwa 300 Mitglieder. In Höhlen wurden gleichzeitig die Pallas-Blütenfledermaus, Arten der Gattung Carollia, die Cozumel-Haarnasenfledermaus, die Fransenlippenfledermaus und der Gemeine Vampir registriert. Die Beute besteht vorwiegend aus Insekten und Spinnentieren, die von Pflanzenteilen abgesammelt werden. Dabei bewegen sich die Tiere meist in den unteren Bereichen der Baumkronen. In der Trockenperiode geht die Art mehr zu Früchten, Nektar und Pollen über. Die Nahrungssuche findet hauptsächlich in den ersten zwei Stunden nach Sonnenuntergang statt. Viele Exemplare sind ein weiteres Mal kurz nach Mitternacht aktiv. Vermutlich fallen einige Individuen Schlangen, Raubvögeln und in den Höhlen kleineren Raubtieren zum Opfer.
Zum Fortpflanzungsverhalten ist sehr wenig bekannt. Die wenigen Daten lassen auf Geburten zum Beginn der Regenzeit schließen. Für Blattnasen ist ein Neugeborenes pro Wurf üblich.

## Gefährdung
Gebietsweise wirken sich Landschaftsveränderungen negativ aus. Die IUCN listet die Gelbkehlfledermaus aufgrund einer stabilen Gesamtpopulation als nicht gefährdet (least concern).